# 越前町立朝日中学校
越前町立朝日中学校（えちぜんちょうりつ あさひちゅうがっこう）は、福井県丹生郡越前町気比庄にある町立中学校。

## 沿革
- 2009年4月1日に旧朝日中学校と旧糸生中学校が統合され、新しく「朝日中学校」として開校。

## 進学前小学校
- 越前町立朝日小学校
- 越前町立糸生小学校
- 越前町立常磐小学校

## 交通
大変不便。

## 卒業生
- 西川一誠（福井県知事）